# Tractats i Convenis Internacionals d'Espanya
Els Tractats i Convenis Internacionals d'Espanya han de passar per un procediment perquè siguen celebrats a les Corts Generals.
És necessari que les Corts Generals aproven una llei orgànica que autoritze: l'atribució a una organització o institució internacional d'una competència derivada de la Constitució espanyola de 1978 i la prestació del consentiment de l'Estat per a obligar-se mitjançant tractats o convenis. Per al segon cas, el govern espanyol sol·litica l'autorització enviant al Congrés dels Diputats l'acord del Consell de Ministres i el text del Tractat en el termini de noranta dies des de l'acord del Consell de Ministres, prorrogable a cent vuitanta dies. L'acord del Congrés ha de ser adoptat en setanta dies.
El Senat d'Espanya pot presentar en paritat amb el Congrés la no ratificació, l'ajornament i la reserva del tractat o conveni internacional. Les propostes de no ratificació són tramitades com a propostes de veto. Les propostes de reserva es poden fer als tractats que ho previnguen i l'ajornament es tramita com a esmenes. Si descrepen les cambres legislatives, es crea una Comissió Mitxta perquè presente un text que serà sotmès a votació en ambdues cambres.
Els tractats i convenis que han de ser coneguts per les Corts Generals són remesos a les comissions competents perquè informen al Ple, si és procedent fer-ho.
"El Senat, a proposta d'un grup parlamentari o vint-i-cinc senadors, pot requerir al Tribunal Constitucional perquè declare si un tractat o conveni, sotmès a la seua consideració, és o no contrari a la Constitució." Amb aquesta actuació, la tramitació quedaria temporalment suspesa fins que isquera la decisió del tribunal.